# Tachina
Tachina är ett släkte av tvåvingar som ingår i familjen parasitflugor.

## Arter
Släktet omfattar cirka 300 arter varav 4 är påträffade i Sverige.

- Tachina actinosa
- Tachina acuminata
- Tachina affinis
- Tachina agnita
- Tachina alacer
- Tachina albidopilosa
- Tachina albifrons
- Tachina algens
- Tachina alticola
- Tachina amasia
- Tachina amica
- Tachina amurensis
- Tachina anguisipennis
- Tachina angulata
- Tachina angusta
- Tachina antennata
- Tachina apicalis
- Tachina ardens
- Tachina arvensis
- Tachina asiatica
- Tachina astytos
- Tachina atra
- Tachina augens
- Tachina aurulenta
- Tachina barbata
- Tachina basalis
- Tachina bicolor
- Tachina bijuncta
- Tachina bipartita
- Tachina bombidiforma
- Tachina bombylia
- Tachina breviala
- Tachina breviceps
- Tachina brevicornis
- Tachina brevipalpis
- Tachina brevirostris
- Tachina breviventris
- Tachina brunneri
- Tachina brunnipalpis
- Tachina californimyia
- Tachina calliphon
- Tachina canadensis
- Tachina candens
- Tachina casta
- Tachina celer
- Tachina chaetaria
- Tachina chaoi
- Tachina cheni
- Tachina chrysocephala
- Tachina chrysotelus
- Tachina cincta
- Tachina comitata
- Tachina compressa
- Tachina confecta
- Tachina conjuncta
- Tachina contracta
- Tachina cordiforceps
- Tachina corsicana
- Tachina corylana
- Tachina defecta
- Tachina demissa
- Tachina derracm
- Tachina despicienda
- Tachina diaphana
- Tachina discifera
- Tachina dispartita
- Tachina dispecia
- Tachina dispuncta
- Tachina distenta
- Tachina diversa
- Tachina divulsa
- Tachina domator
- Tachina dorycus
- Tachina effecta
- Tachina egula
- Tachina emarginata
- Tachina enodata
- Tachina enotata
- Tachina enussa
- Tachina erecta
- Tachina erogara
- Tachina erratica
- Tachina errors
- Tachina erucarum
- Tachina eurekana
- Tachina evanida
- Tachina evocata
- Tachina evoluta
- Tachina ewdens
- Tachina exacta
- Tachina exagens
- Tachina exclusa
- Tachina excoriata
- Tachina exilistyla
- Tachina expleta
- Tachina fallax
- Tachina fera
- Tachina ferina
- Tachina fesfiva
- Tachina fischeri
- Tachina fissa
- Tachina flavicalyptrata
- Tachina flaviceps
- Tachina flavifrons
- Tachina flavipes
- Tachina flavopilosa
- Tachina flavosquama
- Tachina flexa
- Tachina florum
- Tachina furcipennis
- Tachina garretti
- Tachina genurufa
- Tachina gibbiforceps
- Tachina gimmerthali
- Tachina glabrata
- Tachina griseicollis
- Tachina griseifrons
- Tachina grisescens
- Tachina grossa
- Tachina haemorrhoa
- Tachina hirta
- Tachina hispida
- Tachina hortensis
- Tachina idiotica
- Tachina imbuta
- Tachina incisa
- Tachina infestans
- Tachina inflexicornis
- Tachina innovata
- Tachina inoperta
- Tachina inquilina
- Tachina insedata
- Tachina instigata
- Tachina intacta
- Tachina intaminata
- Tachina intercedens
- Tachina interclusa
- Tachina intermedia
- Tachina intermixta
- Tachina interna
- Tachina interrupta
- Tachina intracta
- Tachina intricata
- Tachina inumbrata
- Tachina invelata
- Tachina involuta
- Tachina iota
- Tachina isea
- Tachina jacobsoni
- Tachina jakovlevi
- Tachina javana
- Tachina jawensis
- Tachina kolomietzi
- Tachina kunmingensis
- Tachina laeta
- Tachina laterolinea
- Tachina lateromaculata
- Tachina latianulum
- Tachina latifacies
- Tachina latiforceps
- Tachina latifrons
- Tachina latigena
- Tachina levicula
- Tachina lindemanni
- Tachina longiunguis
- Tachina longiventris
- Tachina ludibunda
- Tachina lueola
- Tachina lurida
- Tachina luteisquama
- Tachina macropuchia
- Tachina macularia
- Tachina magica
- Tachina magna
- Tachina magnicornis
- Tachina majae
- Tachina mallochi
- Tachina margella
- Tachina marginella
- Tachina medogensis
- Tachina melaleuca
- Tachina metallica
- Tachina minor
- Tachina minuta
- Tachina montana
- Tachina morosa
- Tachina multans
- Tachina nearctica
- Tachina nectarea
- Tachina nicaeana
- Tachina nigella
- Tachina nigrifera
- Tachina nigrocastanea
- Tachina nigrolineata
- Tachina nitida
- Tachina nivalis
- Tachina nupta
- Tachina objecta
- Tachina occidentalis
- Tachina oligoria
- Tachina orbitalis
- Tachina pagana
- Tachina pallipalpis
- Tachina palpalis
- Tachina particeps
- Tachina persica
- Tachina pertinens
- Tachina picea
- Tachina piceifrons
- Tachina pictilis
- Tachina pilosa
- Tachina pingbian
- Tachina planiforceps
- Tachina planiventris
- Tachina plumasana
- Tachina plumbea
- Tachina politula
- Tachina polychaeta
- Tachina potens
- Tachina praeceps
- Tachina pubiventris
- Tachina pudibunda
- Tachina pulvera
- Tachina pulverea
- Tachina pulvillata
- Tachina pumila
- Tachina punctata
- Tachina pusilla
- Tachina pygmaea
- Tachina qingzangensis
- Tachina quadricincia
- Tachina quadrimaculata
- Tachina quadrinotata
- Tachina quadrivittata
- Tachina reclusa
- Tachina rectinervis
- Tachina refecta
- Tachina rohdendorfi
- Tachina rohdendorfiana
- Tachina rohendorfi
- Tachina rostrata
- Tachina rubricornis
- Tachina ruficauda
- Tachina ruficornis
- Tachina rufifrons
- Tachina rufiventris
- Tachina rufoanalis
- Tachina rustica
- Tachina sacontala
- Tachina saltatrix
- Tachina scita
- Tachina senoptera
- Tachina sibirica
- Tachina silvestris
- Tachina sinerea
- Tachina sobria
- Tachina soror
- Tachina sosilus
- Tachina spina
- Tachina spineiventer
- Tachina spinipennis
- Tachina spinosa
- Tachina stackelbergi
- Tachina stackelbergiana
- Tachina strenua
- Tachina stupida
- Tachina subcinerea
- Tachina subfasciata
- Tachina subpilosa
- Tachina subvaria
- Tachina sumatrensis
- Tachina tadzhica
- Tachina taenionota
- Tachina tahoensis
- Tachina tenebrifera
- Tachina tephra
- Tachina terminalis
- Tachina testacea
- Tachina testaceifrons
- Tachina testaceipes
- Tachina tienmushan
- Tachina trianguli
- Tachina tricincta
- Tachina tricolor
- Tachina trifasciata
- Tachina trigonophora
- Tachina trimaculata
- Tachina turanica
- Tachina ursina
- Tachina ursinoidea
- Tachina vallata
- Tachina venosa
- Tachina ventralis
- Tachina vernalis
- Tachina vicina
- Tachina victoria
- Tachina virginea
- Tachina viridulans
- Tachina vittata
- Tachina vulgata
- Tachina xizangensis
- Tachina zaqu
- Tachina zimini

## Bildgalleri

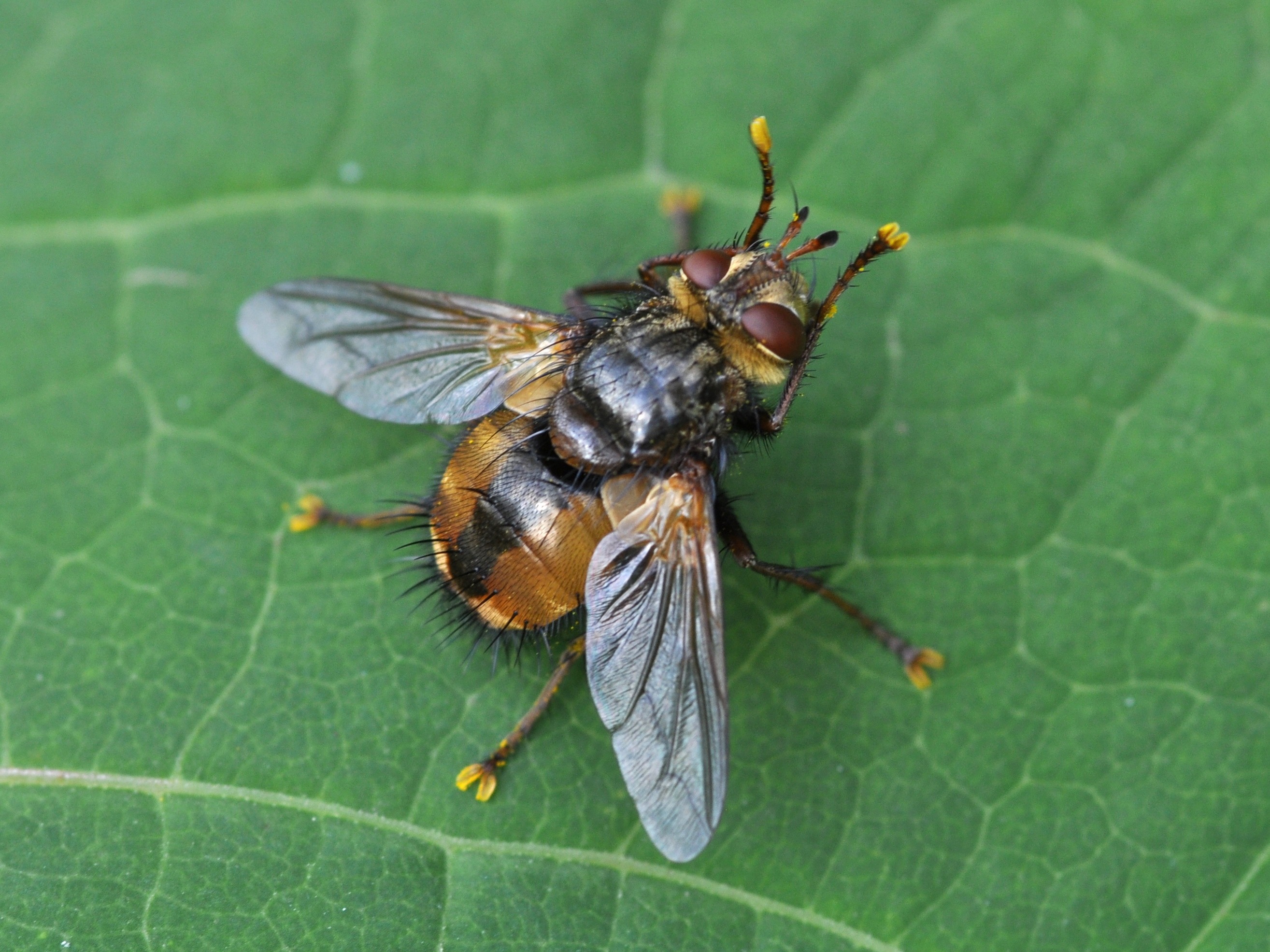
Tachina fera
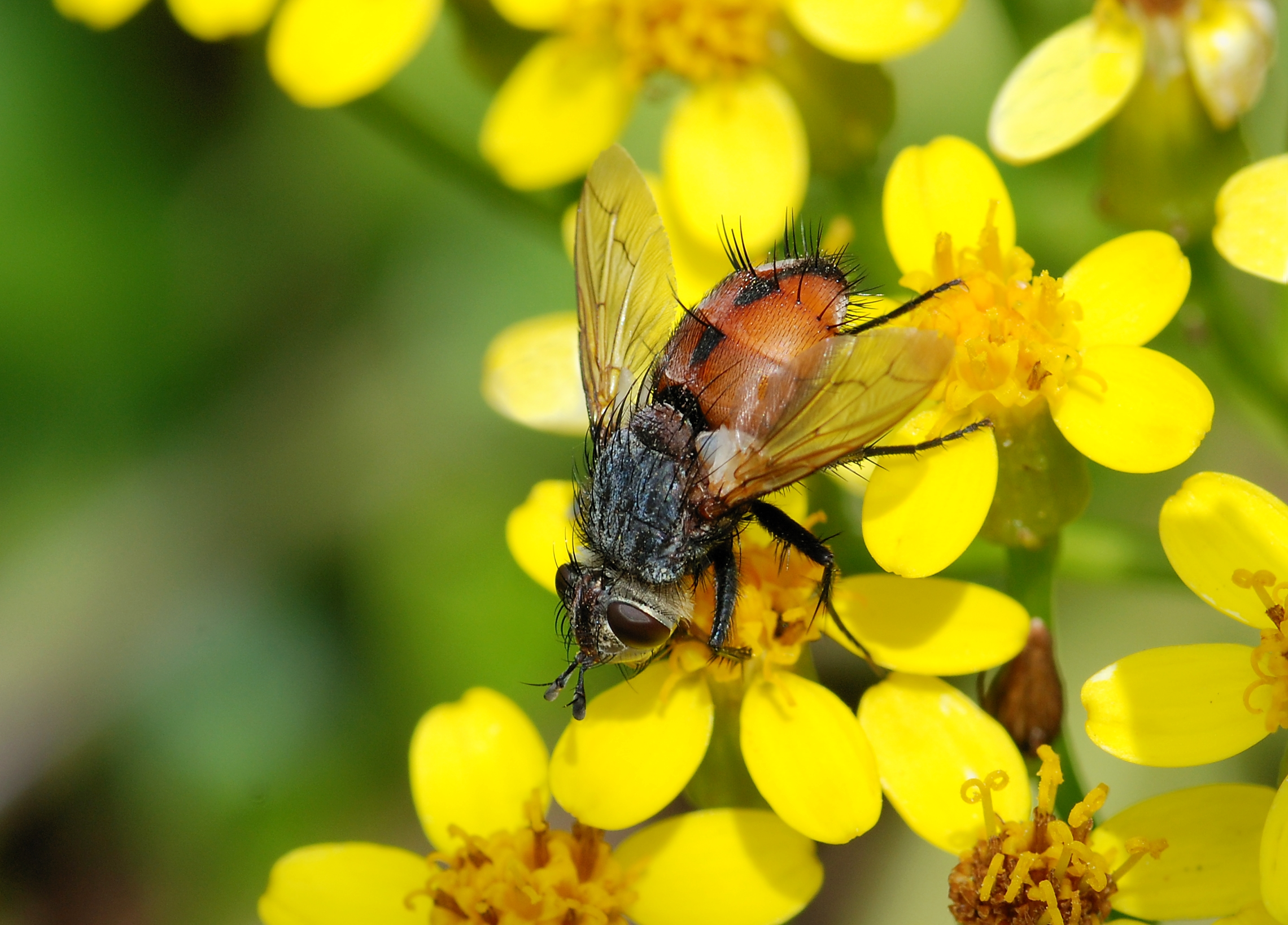
Tachina praeceps
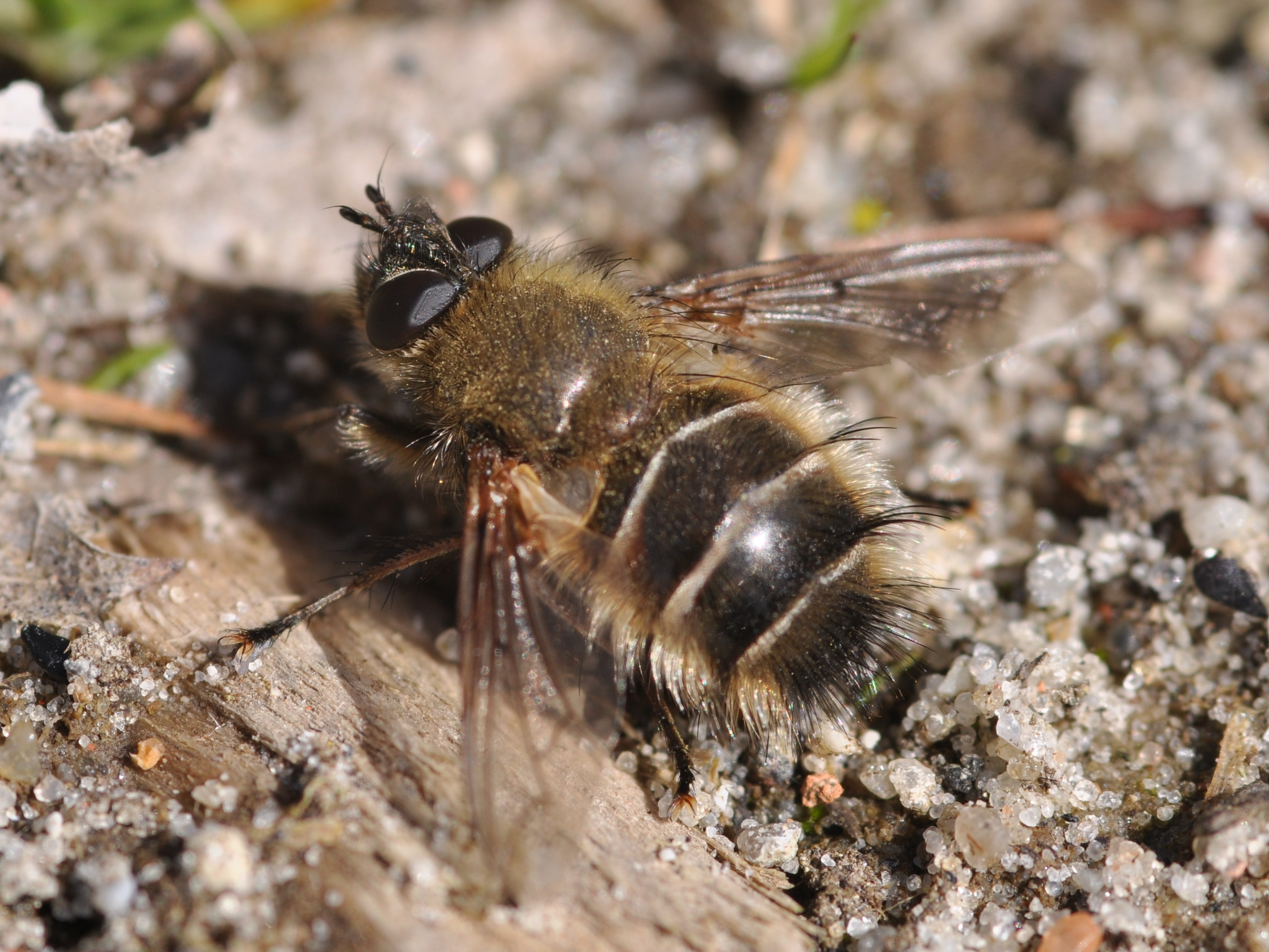
Tachina ursina
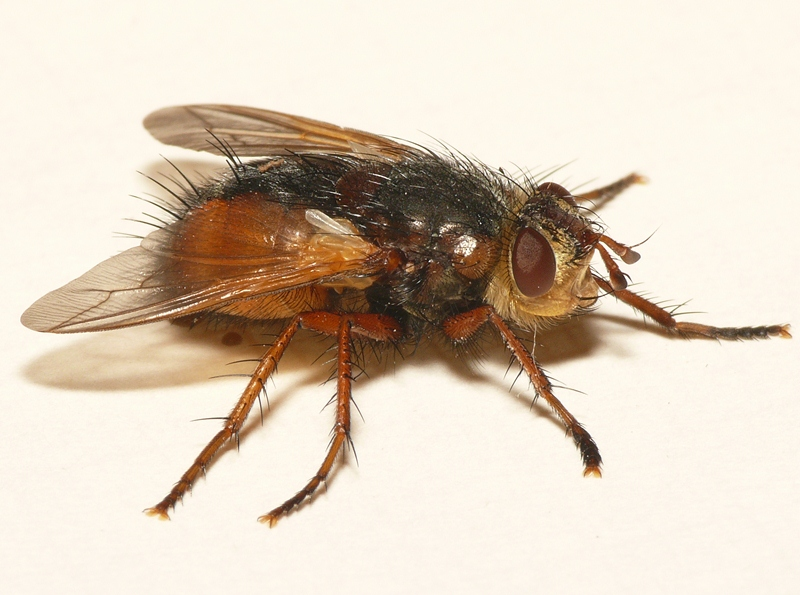
Tachina magnicornis